# Hugh Cavendish
Richard Hugh Cavendish (ur. 2 listopada 1941) – brytyjski arystokrata, polityk i posiadacz ziemski, najstarszy syn Richarda Edwarda Osborne’a Cavendisha (syna lorda Richarda Cavendisha, wnuka 7. księcia Devonshire) i Pameli Thomas, córki Hugh Lloyda Thomasa. Zwykle używa swojego drugiego imienia, Hugh.
Politycznie związany jest z Partią Konserwatywną. W 1990 r. został dożywotnim parem jak baron Cavendish of Furness. Od tamtej pory zasiada w Izbie Lordów. W latach 1990–1992 pełnił funkcję Lord-in-waiting królowej Elżbiety II. Jest również tytularnym opatem Furness, przewodniczącym Holker Estate Group. Był również prezesem zarządu Morecambe and Lonsdale Conservative Association w latach 1975–1978 oraz członkiem Rady Kumbrii w latach 1985–1990. Obecnie pełni urzędy Wysokiego Szeryfa Kumbrii (od 1978) i dyrektora Nitex Ltg (od 1993). W 1988 r. został członkiem Royal Society.
Lord Cavendish jest również właścicielem sporych posiadłości ziemskich, położonych głównie w Kumbrii. Własnością barona jest również Holker House. Lord jest obecnie drugi w kolejce do dziedziczenia tytułu księcia Devonshire, po jedynym synu obecnego księcia.
W 1970 r. poślubił Granię Caulfeild, córkę brygadiera Toby’ego Caulfeilda. Hugh i Grania mają razem syna i dwie córki:
- Frederick Richard Toby Cavendish (ur. 1972)
- Lucy Georgiana Cavendish (ur. 1973)
- Emily Moyra Cavendish (ur. 1980)